# Гојковац
Гојковац је насељено место у општини Цетинград, на Кордуну, Карловачка жупанија, Република Хрватска.

## Географија
Гојковац се налазе око 7 км северозападно од Цетинграда.

## Историја
Гојковац се од распада Југославије до августа 1995. године налазило у Републици Српској Крајини. До територијалне реорганизације у Хрватској налазио се у саставу бивше велике општине Слуњ.

## Становништво
Према попису становништва из 2011. године, насеље Гојковац је имало 11 становника.

### Број становника по пописима
| Националност   | 2001. | 1991. | 1981. | 1971. | 1961. | 1953. | 1948. | 1931. | 1921. | 1910. | 1900. | 1890. | 1880. | 1869. | 1857. |
| бр. становника | 20    | 184   | 234   | 135   | 144   | 160   | 153   | 254   | 200   | 205   | 177   | 184   | 186   | 182   | 163   |

- напомене:

У 1880. део података садржан је у насељу Батнога. У 2001. смањено издвајањем насеља Горња Жрвница и Доња Жрвница. У 1981. и 1991. садржи податке за насеља Горња Жрвница и Доња Жрвница.

### Национални састав
| Националност       | 2001.       | 1991.        | 1981.        | 1971.        | 1961.        |
| Срби               | 16 (80,00%) | 147 (79,89%) | 184 (78,63%) | 307 (88,21%) | 368 (89,10%) |
| Хрвати             | 4 (20,00%)  | 26 (14,13%)  | 22 (9,40%)   | 35 (10,05%)  | 43 (10,41%)  |
| Југословени        | 0           | 4 (2,17%)    | 13 (5,55%)   | 2 (0,57%)    | 1 (0,24%)    |
| остали и непознато | 0           | 7 (3,80%)    | 15 (6,41%)   | 4 (1,14%)    | 1 (0,24%)    |
| Укупно             | 20          | 184          | 234          | 348          | 413          |

- У табели: Национални састав, за пописне године од 1961. до 1991. садржани су подаци за новоформирана насеља: Горња Жрвница и Доња Жрвница.